# Garrard Manufacturing Company

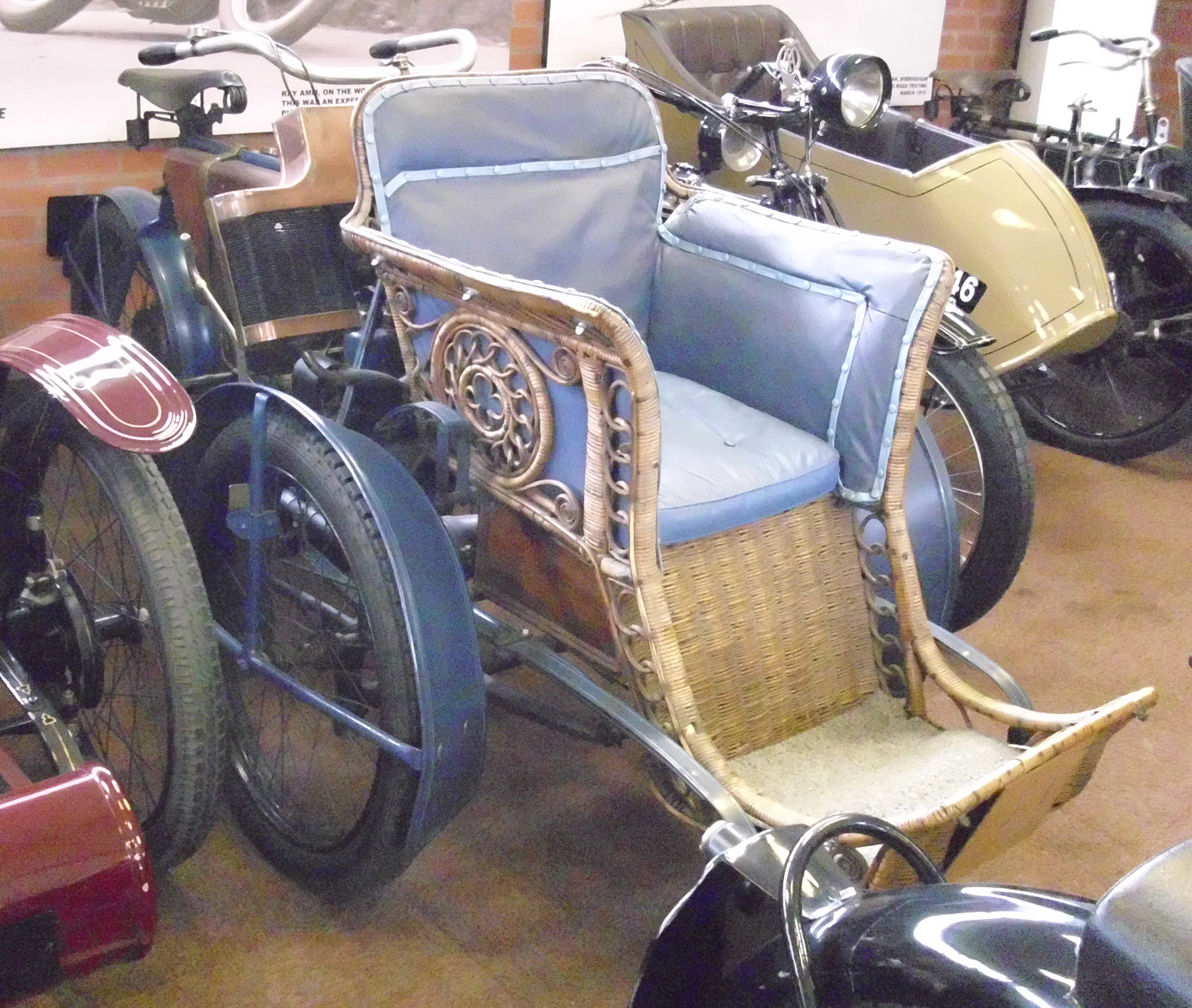
Garrard Tricar 1904

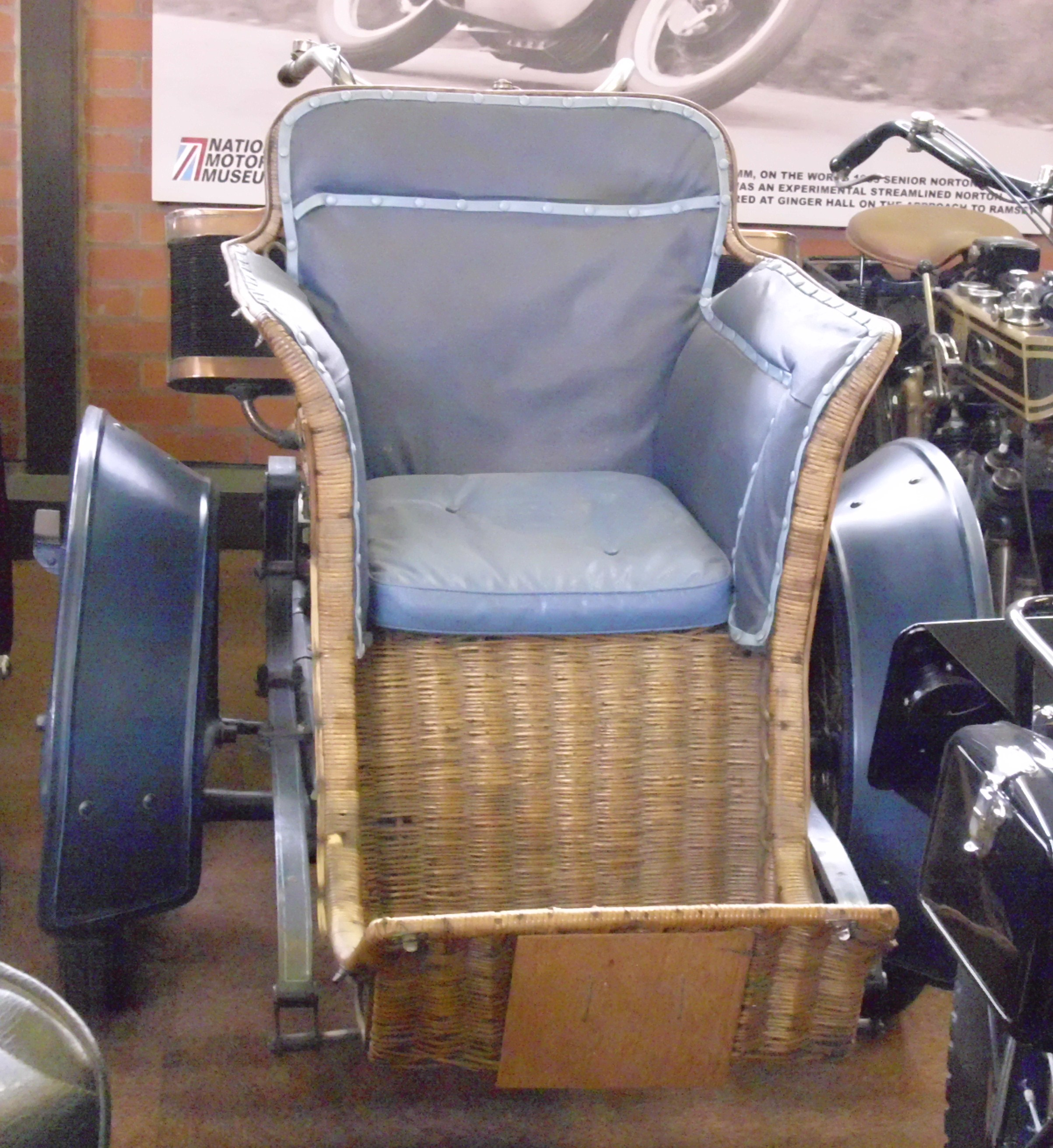
Frontansicht

Garrard Manufacturing Company war ein britischer Hersteller von Automobilen.

## Unternehmensgeschichte
Das Unternehmen aus der Ryland Street in Birmingham begann 1900 mit der Produktion von Fahrrädern und 1902 mit der Produktion von Motorrädern. Es bestand zunächst eine Verbindung zu Adolphe Clément von Clément & Cie, später Établissements Clément-Bayard. Bis 1905 lautete der Markenname Clement-Garrard, danach nur noch Garrard. Automobile entstanden 1904 und 1911. Deren Markenname lautete Garrard. 1911 wurde das Unternehmen aufgelöst.

## Fahrzeuge

### Motorräder
Die Modelle mit Einzylindermotoren leisteten wahlweise 1,5 PS oder 2 PS. Daneben gab es ein Modell mit V2-Motor und 3 PS Leistung.

### Automobile
Im Angebot standen Dreiräder mit einzelnem Hinterrad. 1904 waren es Forecars, mit dem Beifahrersitz zwischen den Vorderrädern. Ein wassergekühlter Motor mit 4 PS Leistung trieb das Fahrzeug an.
1911 gab es eine modernere Konstruktion mit Frontmotor und einer breiten Sitzbank für zwei Personen nebeneinander. Ein V2-Motor trieb über eine Kardanwelle das Hinterrad an. Ein Exemplar des Garrard Speke Sociable genannten Fahrzeugs ist erhalten geblieben.